# Hlavní správa tiskového dohledu
Hlavní správa tiskového dohledu byla samostatným útvarem československého ministerstva vnitra (MV ČSR), který úzce spolupracoval s československou Státní bezpečností. Tento útvar vznikl na základě tajného usnesení Ústředního výboru Komunistické strany Československa (KSČ), ze dne 22. dubna 1953. KSČ tak přenesla  cenzurní činnost do působnosti státní správy, přesto však na činnost tohoto útvaru působila prostřednictvím tzv. stranického řízení. 
Tento útvar MV ČSR měl sídlo v Praze, pobočku měl v Bratislavě; v lednu 1955 měl 149 zaměstnanců, později pak (v polovině 60. let 20. století) měl okolo 400 zaměstananců; plnomocníci Hlavní správy tiskového dohledu pracovali v každé redakci, každě tiskárně a i v Československém rozhlasu a v Československé televizi. S Hlavní správou tiskového dohledu, která dohlížela na ideovou nezávadnost tisku dováženého ze  zahraničí, včetně vědeckých časopisů, od roku 1963 úzce spolupracovala organizační jednotka Poštovní novinové služby s názvem PNS – Dovoz tisku.
V roce 1966 byla cenzura legalizována, byl přijat zákon č. 81/1966 Sb. (tiskový zákon); Hlavní správa tiskového dohledu byla přejmenována na Ústřední publikační správu.